# Chirnogeni (gmina)
Chirnogeni – gmina w Rumunii, w okręgu Konstanca. Obejmuje miejscowości Chirnogeni, Credința i Plopeni. W 2011 roku liczyła 3283 mieszkańców.